# Драндский монастырь
Драндский монастырь в честь Успения Божией Матери — православный монастырь Сухумской епархии, располагающийся в селе Дранда в Абхазии, в Гулрыпшском районе частично признанной Республики Абхазия, согласно административному делению Грузии — в Гульрипшском муниципалитете Абхазской Автономной Республики.

## История
Монастырь был основан по распоряжению Святейшего Синода в 1880 году при Успенском соборе VI—VII веков.
Для пропитания братии монастырь имел в своём распоряжении несколько подворий на территории Кубанской области: в г. Екатеринодаре и на хуторе Тарабанова Екатеринодарского отдела (современное с. Новоивановское Северского района Краснодарского края), пожертвованное в 1903 году владельцем мещанином Захарием Евфимовичем Тарабановым.
В 1909 году распоряжением Святейшего Синода на принудительное проживание в Драндский монастырь был направлен игумен Арсений (Алексеев), но последний не подчинился этому постановлению.
В 1911 году для расширения просветительной деятельности Драндского монастыря, настоятель обители епископ Сухумский Димитрий (Сперовский) устроил и оборудовал на собственные средства при монастыре типографию, печатавшую листки просветительского характера.
С 1922 по 1928 годы в монастыре служил один из исповедников нового времени — иеромонах Серафим (Романцов).
В 1928 году был закрыт по распоряжению советской власти и в настоящее время представлен лишь древним Успенским собором.

## Настоятели
- Евфимий, игумен (до 1905 г.)[7]
- Димитрий (Сперовский) (1907—1911)
- Сергий (Джопуа), игумен[8]